# Eleccions municipals de 2011 a l'Hospitalet de Llobregat
Les eleccions municipals de 2011 es van celebrar a l'Hospitalet de Llobregat el diumenge 22 de maig, d'acord amb el Reial Decret de convocatòria d'eleccions locals a Espanya disposat el 28 de març de 2011 i publicat al Butlletí Oficial de l'Estat el dia 29 de març. Es van escollir els 27 regidors del ple de l'Ajuntament de l'Hospitalet, mitjançant un sistema proporcional (regla D'Hondt), amb llistes tancades i una barrera electoral del 5 %.
El nou consistori sortit de les urnes es va constituir l'11 de juny de 2011, en un ple en què va ser elegida com a alcaldessa la socialista Núria Marín, amb el suport dels tretze regidors del seu partit i els dos del grup municipal d'ICV-EUiA. Tres dies més tard, el 14 de juny, PSC, ICV i EUiA varen signar l'acord de govern per al mandat 2007-2011, en virtut del qual la coalició electoral ICV-EUiA s'incorporarà a l'equip de govern de la ciutat, reeditant així els pactes signats en els tres anteriors mandats. EUiA abandonà el govern municipal el 2014 arran de la imputació de l'alcaldessa Núria Marín en un cas de cobrament de dietes il·legals de la Federació de Municipis de Catalunya.

## Resultats
Dels 171 306 electors cridats a les urnes només hi van participar 86 075, és a dir, un 50,25 % del cens. El partit més votat va ser de nou el Partit dels Socialistes de Catalunya, que hi governa de forma ininterrompuda des del 1979. La llista socialista, encapçalada per Juan Ignacio Pujana Fernández entre 1979 i 1994, Celestino Corbacho entre 1994 i 2008 i amb la batllessa sortint Núria Marín, en el càrrec des del 2008, va aconseguir la majoria simple amb el 38,85 % dels vots i 13 regidors, quatre menys que en l'anterior legislatura. Aquests són els primers comicis en què la candidata del PSC és Núria Marín, després del seu nomenament com a alcaldessa el 2008.
La candidatura socialista va ser la més votada a tots els barris de la ciutat, aconseguint el seu millor resultat al barri de Pubilla Cases, amb un 45,50 % dels vots emesos. El PSC també va aconseguir més d'un 40 % dels vots als barris de les Planes, la Florida, Bellvitge, Can Serra i Sanfeliu. El pitjor resultat per als socialistes va ser l'obtingut al barri del Centre, que amb un 29,47 %, sent l'únic barri on els socialistes van baixar del llindar del 34 % dels vots.
El segon partit més votat va ser el Partit Popular, que amb un 18,57 % dels vots, va aconseguir 6 regidors, un més que a les eleccions del 2007. La llista encapçalada per Juan Carlos del Río va superar el 20 % a Bellvitge, la Florida i el Gornal, obtenint el seu millor resultat al barri de Bellvitge, amb un 21,80 % dels vots emesos, i el pitjor al del Centre, on només va recollir el 13,47 %. Aquest darrer barri és l'únic on els populars no van ser la segona llista més votada, quedant per darrere de CiU.
La tercera força va ser Convergència i Unió, que amb un 12,30 %, va aconseguir 4 regidors, un més que a les eleccions del 2007. La llista que encapçalava de nou la diputada Meritxell Borràs va aconseguir de lluny el seu millor resultat al barri del Centre, on amb un 23,15 % dels vots emesos, va ser la segona força més votada. El pitjor resultat per a la federació nacionalista va ser l'obtingut al barri de Bellvitge, on només van aconseguir un 6,88 % i van ser la quarta força més votada, per darrere d'ICV-EUiA.
La coalició electoral d'esquerres Iniciativa per Catalunya Verds – Esquerra Unida i Alternativa va ser la quarta candidatura més votada, amb un 8,91 % dels vots i tornant a obtenir dos regidors. La llista encapçalada per l'Alfonso Salmerón va obtenir el seu millor resultat al Centre de l'Hospitalet, amb un 11,22 % dels vots emesos, i el pitjor a Pubilla Cases, amb un 6,31 %.
El partit d'extrema dreta Plataforma per Catalunya va entrar per primera vegada al consistori, aconseguint convertir-se en la cinquena candidatura més votada, amb un 7,32 % dels vots emesos i obtenint dos regidors. Va arribar a convertir-se en la tercera força política al Gornal, Pubilla Cases, les Planes i la Florida, arribant a superar el 10 % dels vots als dos primers barris. La llista encapçalada per Daniel Ordóñez va obtenir el seu millor resultat al barri del Gornal, amb un 12,06 % dels vots emesos, sent l'únic barri juntament amb Pubilla Cases on supera el 10 %. El pitjor resultat té lloc al barri del Centre, amb un 3,82 %, sent aquest l'únic barri on obté menys d'un 5 %.
D'entre la resta de candidatures que no han aconseguit representació, quatre superen l'1 % dels vots: Esquerra Republicana de Catalunya, amb un 2,67 %; Ciutadans - Partit de la Ciutadania, amb un 2,13 %, Els Verds-Grup Verd Europeu, amb un 1,56 % i la coalició Escons en Blanc-Ciutadans en Blanc, amb un 1,15 %.
| Candidatura                                                                             | Candidatura                                                                                                 | Vots    | %                     | Regidors              |
| --------------------------------------------------------------------------------------- | --- | ------- | --------------------- | --------------------- |
|                                                                                         | Partit dels Socialistes de Catalunya – Progrés Municipal (PSC-PM)                                           | 32 954  | 38,85                 | 13                    |
|                                                                                         | Partit Popular (PP)                                                                                         | 15 755  | 18,57                 | 6                     |
|                                                                                         | Convergència i Unió (CiU)                                                                                   | 10 431  | 12,30                 | 4                     |
|                                                                                         | Iniciativa per Catalunya Verds – Esquerra Unida i Alternativa – Entesa pel Progrés Municipal (ICV-EUiA-EPM) | 7544    | 8,91                  | 2                     |
|                                                                                         | Plataforma per Catalunya (PxC)                                                                              | 6207    | 7,32                  | 2                     |
| Esquerra Republicana de Catalunya – Els Verds – Acord Municipal (ESQUERRA-ELS VERDS-AM) | Esquerra Republicana de Catalunya – Els Verds – Acord Municipal (ESQUERRA-ELS VERDS-AM)                     | 2266    | 2,67                  | 0                     |
| Ciutadans-Partit de la Ciutadania (C's)                                                 | Ciutadans-Partit de la Ciutadania (C's)                                                                     | 1807    | 2,13                  | 0                     |
| Els Verds – Grup Verd Europeu (EV-GVE)                                                  | Els Verds – Grup Verd Europeu (EV-GVE)                                                                      | 1327    | 1,56                  | 0                     |
| Escons en Blanc – Ciutadans en Blanc (Eb-CenB)                                          | Escons en Blanc – Ciutadans en Blanc (Eb-CenB)                                                              | 978     | 1,15                  | 0                     |
| Partit Pirata (PIRATA.CAT)                                                              | Partit Pirata (PIRATA.CAT)                                                                                  | 840     | 0,99                  | 0                     |
| Candidatura d'Unitat Popular - Poble Actiu (CUP-PA)                                     | Candidatura d'Unitat Popular - Poble Actiu (CUP-PA)                                                         | 540     | 0,64                  | 0                     |
| Solidaritat Catalana per la Independència (SI)                                          | Solidaritat Catalana per la Independència (SI)                                                              | 411     | 0,48                  | 0                     |
| Unificació Comunista d'Espanya (UCE)                                                    | Unificació Comunista d'Espanya (UCE)                                                                        | 182     | 0,21                  | 0                     |
| Identitat Catalana (IdCat)                                                              | Identitat Catalana (IdCat)                                                                                  | 154     | 0,18                  | 0                     |
| Vots en blanc                                                                           | Vots en blanc                                                                                               | 3416    | 4,03                  | n/a                   |
| Vots vàlids                                                                             | Vots vàlids                                                                                                 | 84 822  | 100,00                | 27                    |
| Vots nuls                                                                               | Vots nuls                                                                                                   | 1253    | Participació: 50,25 % | Participació: 50,25 % |
| Votants                                                                                 | Votants | 86 075  | Participació: 50,25 % | Participació: 50,25 % |
| Electors                                                                                | Electors | 171 306 | Participació: 50,25 % | Participació: 50,25 % |

## Resultats per barris

### Districte I

#### Centre
Dels 18 544 electors cridats a les urnes només hi van participar 9910, és a dir, un 53,44 % del cens. Tot i això, va ser el segon barri amb una major participació, per darrere de Bellvitge. El Centre és l'únic barri on CiU va ser la segona força més votada. És el barri on PSC, PP i PxC van obtenir els seus pitjors resultats. És l'únic barri on el PSC va obtenir menys d'un 30 % dels vots, tot i ser la llista més votada. Va ser l'únic barri on el PP no va ser el segon partit més votat. És l'únic barri on PxC va obtenir menys d'un 5 % dels vots. És el barri on CiU, ICV-EUiA-EPM i ESQUERRA-ELS VERDS-AM van obtenir els seus millors resultats. És l'únic barri on ESQUERRA-ELS VERDS-AM obtingué uns resultats superiors als de PxC. És l'únic barri on la CUP-PA va obtenir més d'un 1 % dels vots. També és el barri amb el major percentatge de vots en blanc.
|                                  | Partit dels Socialistes de Catalunya – Progrés Municipal (PSC-PM)                                           | 2860 | 29,47 |
|                                  | Convergència i Unió (CiU)                                                                                   | 2246 | 23,15 |
|                                  | Partit Popular (PP)                                                                                         | 1307 | 13,47 |
|                                  | Iniciativa per Catalunya Verds – Esquerra Unida i Alternativa – Entesa pel Progrés Municipal (ICV-EUiA-EPM) | 1089 | 11,22 |
|                                  | Esquerra Republicana de Catalunya – Els Verds – Acord Municipal (ESQUERRA-ELS VERDS-AM)                     | 455  | 4,69  |
|                                  | Plataforma per Catalunya (PxC)                                                                              | 371  | 3,82  |
|                                  | Els Verds – Grup Verd Europeu (EV-GVE)                                                                      | 212  | 2,18  |
|                                  | Ciutadans - Partit de la Ciutadania (C's)                                                                   | 201  | 2,07  |
|                                  | Escons en Blanc – Ciutadans en Blanc (Eb-CenB)                                                              | 143  | 1,47  |
|                                  | Candidatura d'Unitat Popular - Poble Actiu (CUP-PA)                                                         | 123  | 1,27  |
|                                  | Partit Pirata (PIRATA.CAT)                                                                                  | 109  | 1,12  |
|                                  | altres | 104  | 1,07  |
|                                  | en blanc | 484  | 4,99  |
| Font: Ajuntament de l'Hospitalet | |      |       |

#### Sanfeliu
Dels 4667 electors cridats a les urnes només hi van participar 2242, és a dir, un 48,04 % del cens.	 Sanfeliu és el barri on C’s va obtenir els millors resultats. Va ser un dels sis barris on el PSC va obtenir més d'un 40 %.
|                                  | Partit dels Socialistes de Catalunya – Progrés Municipal (PSC-PM)                       | 895 | 40,42 |
|                                  | Partit Popular (PP)                                                                     | 411 | 18,56 |
|                                  | Convergència i Unió (CiU)                                                               | 205 | 9,26  |
|                                  | Iniciativa per Catalunya Verds – Esquerra Unida i Alternativa (ICV-EUiA-EPM)            | 204 | 9,21  |
|                                  | Plataforma per Catalunya (PxC)                                                          | 182 | 8,22  |
|                                  | Ciutadans - Partit de la Ciutadania (C's)                                               | 70  | 3,16  |
|                                  | Els Verds – Grup Verd Europeu (EV-GVE)                                                  | 44  | 1,99  |
|                                  | Esquerra Republicana de Catalunya – Els Verds – Acord Municipal (ESQUERRA-ELS VERDS-AM) | 36  | 1,63  |
|                                  | Escons en Blanc – Ciutadans en Blanc (Eb-CenB)                                          | 29  | 1,31  |
|                                  | altres                                                                                  | 48  | 2,17  |
|                                  | en blanc                                                                                | 90  | 4,07  |
| Font: Ajuntament de l'Hospitalet |                                                                                         |     |       |

#### Sant Josep
Dels 14 624 electors cridats a les urnes només hi van participar 7463, és a dir, un 51,03 % del cens. El PP va obtenir a Sant Josep un dels pitjors resultats, només sent inferiors al Centre, Santa Eulàlia i Granvia Sud. També va obtenir un dels millors resultats per a la CUP-PA, amb 56 vots i 0,76 %, només superats pel Centre, Santa Eulàlia i Granvia Sud. És, per darrere del Centre, el barri amb el major percentatge de vots en blanc.
|                                  | Partit dels Socialistes de Catalunya – Progrés Municipal (PSC-PM)                       | 2749 | 37,52 |
|                                  | Partit Popular (PP)                                                                     | 1308 | 17,85 |
|                                  | Convergència i Unió (CiU)                                                               | 924  | 12,61 |
|                                  | Iniciativa per Catalunya Verds – Esquerra Unida i Alternativa (ICV-EUiA-EPM)            | 669  | 9,13  |
|                                  | Plataforma per Catalunya (PxC)                                                          | 506  | 6,91  |
|                                  | Esquerra Republicana de Catalunya – Els Verds – Acord Municipal (ESQUERRA-ELS VERDS-AM) | 208  | 2,84  |
|                                  | Ciutadans - Partit de la Ciutadania (C's)                                               | 185  | 2,52  |
|                                  | Els Verds – Grup Verd Europeu (EV-GVE)                                                  | 136  | 1,86  |
|                                  | Escons en Blanc – Ciutadans en Blanc (Eb-CenB)                                          | 101  | 1,38  |
|                                  | altres                                                                                  | 200  | 2,73  |
|                                  | en blanc                                                                                | 341  | 4,65  |
| Font: Ajuntament de l'Hospitalet |                                                                                         |      |       |

### Districte II

#### La Torrassa
Dels 14 713 electors cridats a les urnes només hi van participar 7021, és a dir, un 47,72 % del cens. Només el Gornal i Pubilla Cases van tenir una participació inferior. CiU va obtenir un dels seus millors resultats en aquest barri, només sent superior al Centre i Collblanc. C’s va obtenir el seu pitjor resultat a la Torrassa.
|                                  | Partit dels Socialistes de Catalunya – Progrés Municipal (PSC-PM)                       | 2600 | 37,62 |
|                                  | Partit Popular (PP)                                                                     | 1293 | 18,71 |
|                                  | Convergència i Unió (CiU)                                                               | 1023 | 14,80 |
|                                  | Iniciativa per Catalunya Verds – Esquerra Unida i Alternativa (ICV-EUiA-EPM)            | 557  | 8,06  |
|                                  | Plataforma per Catalunya (PxC)                                                          | 468  | 6,77  |
|                                  | Esquerra Republicana de Catalunya – Els Verds – Acord Municipal (ESQUERRA-ELS VERDS-AM) | 206  | 2,98  |
|                                  | Els Verds – Grup Verd Europeu (EV-GVE)                                                  | 91   | 1,32  |
|                                  | Ciutadans - Partit de la Ciutadania (C's)                                               | 87   | 1,26  |
|                                  | Escons en Blanc – Ciutadans en Blanc (Eb-CenB)                                          | 74   | 1,07  |
|                                  | Partit Pirata (PIRATA.CAT)                                                              | 74   | 1,07  |
|                                  | altres                                                                                  | 170  | 2,46  |
|                                  | en blanc                                                                                | 268  | 3,88  |
| Font: Ajuntament de l'Hospitalet |                                                                                         |      |       |

#### Collblanc
Dels 14 792 electors cridats a les urnes només hi van participar 7212, és a dir, un 48,76 % del cens. Collblanc és, per darrere del Centre, el barri on CiU va obtenir els millors resultats. El PSC va obtenir un dels seus pitjors resultats en aquest barri, només sent inferior al Centre i al Gornal. És, per darrere del Centre, Santa Eulàlia i Granvia Sud, on ESQUERRA-ELS VERDS-AM va obtenir els millors resultats. És, per darrere de la Torrassa, on C’s va aconseguir els pitjors resultats.
|                                  | Partit dels Socialistes de Catalunya – Progrés Municipal (PSC-PM)                       | 2566 | 36,09 |
|                                  | Partit Popular (PP)                                                                     | 1303 | 18,33 |
|                                  | Convergència i Unió (CiU)                                                               | 1082 | 15,22 |
|                                  | Iniciativa per Catalunya Verds – Esquerra Unida i Alternativa (ICV-EUiA-EPM)            | 570  | 8,02  |
|                                  | Plataforma per Catalunya (PxC)                                                          | 545  | 7,67  |
|                                  | Esquerra Republicana de Catalunya – Els Verds – Acord Municipal (ESQUERRA-ELS VERDS-AM) | 217  | 3,05  |
|                                  | Ciutadans - Partit de la Ciutadania (C's)                                               | 109  | 1,53  |
|                                  | Els Verds – Grup Verd Europeu (EV-GVE)                                                  | 100  | 1,41  |
|                                  | Escons en Blanc – Ciutadans en Blanc (Eb-CenB)                                          | 98   | 1,38  |
|                                  | Partit Pirata (PIRATA.CAT)                                                              | 81   | 1,14  |
|                                  | altres                                                                                  | 128  | 1,80  |
|                                  | en blanc                                                                                | 311  | 4,37  |
| Font: Ajuntament de l'Hospitalet |                                                                                         |      |       |

### Districte III

#### Santa Eulàlia i Granvia Sud
Dels 29 444 electors cridats a les urnes només hi van participar 14 829, és a dir, un 50,36 % del cens. En aquest barri, va ser, per darrere del Centre, on ESQUERRA-ELS VERDS-AM i CUP-PA, amb 135 vots i un 0,93 %, van obtenir els millors resultats. També és el barri, per darrere del Centre, on el PP els va obtenir seus pitjors resultats. Santa Eulàlia i Granvia Sud varen donar un dels pitjors resultats a PxC, només sent inferiors al Centre i Bellvitge. És, per darrere del Centre i Sant Josep, el barri amb el major percentatge de vots en blanc.
|                                  | Partit dels Socialistes de Catalunya – Progrés Municipal (PSC-PM)                       | 5286 | 36,24 |
|                                  | Partit Popular (PP)                                                                     | 2523 | 17,30 |
|                                  | Convergència i Unió (CiU)                                                               | 2053 | 14,08 |
|                                  | Iniciativa per Catalunya Verds – Esquerra Unida i Alternativa (ICV-EUiA-EPM)            | 1378 | 9,45  |
|                                  | Plataforma per Catalunya (PxC)                                                          | 920  | 6,31  |
|                                  | Esquerra Republicana de Catalunya – Els Verds – Acord Municipal (ESQUERRA-ELS VERDS-AM) | 526  | 3,61  |
|                                  | Ciutadans - Partit de la Ciutadania (C's)                                               | 328  | 2,25  |
|                                  | Els Verds – Grup Verd Europeu (EV-GVE)                                                  | 229  | 1,57  |
|                                  | Partit Pirata (PIRATA.CAT)                                                              | 226  | 1,55  |
|                                  | Escons en Blanc – Ciutadans en Blanc (Eb-CenB)                                          | 181  | 1,24  |
|                                  | altres                                                                                  | 270  | 1,85  |
|                                  | en blanc                                                                                | 666  | 4,57  |
| Font: Ajuntament de l'Hospitalet |                                                                                         |      |       |

### Districte IV

#### La Florida
Dels 16 299 electors cridats a les urnes només hi van participar 7955, és a dir, un 48,81 % del cens. La Florida és on el PSC va obtenir un dels millors resultats, només superats per Pubilla Cases i les Planes. Va ser, per darrere de Bellvitge, on el PP va obtenir els millors resultats. També va ser, per darrere de Bellvitge, on CiU obtingué els pitjors resultats. És un dels quatre barris on PxC va ser la tercera força. És, per darrere de Pubilla Cases, el barri on ICV-EUiA-EPM va obtenir el pitjor resultat. La Florida és, per darrere de les Planes i Pubilla Cases, el barri amb menor percentatge de vots en blanc.
|                                  | Partit dels Socialistes de Catalunya – Progrés Municipal (PSC-PM)                       | 3496 | 44,34 |
|                                  | Partit Popular (PP)                                                                     | 1678 | 21,28 |
|                                  | Plataforma per Catalunya (PxC)                                                          | 735  | 9,32  |
|                                  | Convergència i Unió (CiU)                                                               | 610  | 7,74  |
|                                  | Iniciativa per Catalunya Verds – Esquerra Unida i Alternativa (ICV-EUiA-EPM)            | 564  | 7,15  |
|                                  | Esquerra Republicana de Catalunya – Els Verds – Acord Municipal (ESQUERRA-ELS VERDS-AM) | 145  | 1,84  |
|                                  | Ciutadans - Partit de la Ciutadania (C's)                                               | 131  | 1,66  |
|                                  | Els Verds – Grup Verd Europeu (EV-GVE)                                                  | 87   | 1,10  |
|                                  | altres                                                                                  | 172  | 2,18  |
|                                  | en blanc                                                                                | 266  | 3,37  |
| Font: Ajuntament de l'Hospitalet |                                                                                         |      |       |

#### Les Planes
Dels 9036 electors cridats a les urnes només hi van participar 4479, és a dir, un 49,57 % del cens. Les Planes és, per darrere de Pubilla Cases, el barri on el PSC va obtenir els millors resultats. És un dels barris on ICV-EUiA-EPM va obtenir els pitjors resultats, només sent inferiors a Pubilla Cases i la Florida. També és, per darrere del Gornal i Pubilla Cases, on PxC va obtenir el millor resultat, sent un dels quatre barris on aquesta candidatura va quedar en tercera posició. Les Planes és, per darrere de Can Serra i Bellvitge, on ESQUERRA-ELS VERDS-AM van obtenir els pitjors resultats. És el barri amb el menor percentatge de vots en blanc.
|                                  | Partit dels Socialistes de Catalunya – Progrés Municipal (PSC-PM)                       | 1872 | 44,47 |
|                                  | Partit Popular (PP)                                                                     | 850  | 19,17 |
|                                  | Plataforma per Catalunya (PxC)                                                          | 437  | 9,86  |
|                                  | Convergència i Unió (CiU)                                                               | 365  | 8,23  |
|                                  | Iniciativa per Catalunya Verds – Esquerra Unida i Alternativa (ICV-EUiA-EPM)            | 329  | 7,42  |
|                                  | Ciutadans - Partit de la Ciutadania (C's)                                               | 99   | 2,23  |
|                                  | Esquerra Republicana de Catalunya – Els Verds – Acord Municipal (ESQUERRA-ELS VERDS-AM) | 70   | 1,58  |
|                                  | Els Verds – Grup Verd Europeu (EV-GVE)                                                  | 52   | 1,17  |
|                                  | Escons en Blanc – Ciutadans en Blanc (Eb-CenB)                                          | 49   | 1,11  |
|                                  | altres                                                                                  | 81   | 1,83  |
|                                  | en blanc                                                                                | 130  | 2,93  |
| Font: Ajuntament de l'Hospitalet |                                                                                         |      |       |

### Districte V

#### Pubilla Cases
Dels 16 611 electors cridats a les urnes només hi van participar 7926, és a dir, un 47,72 % del cens. Va ser, per darrere del Gornal, el barri amb la menor participació. Pubilla Cases va atorgar al PSC els seus millors resultats. És, per darrer de Bellvitge i la Florida, on CiU va obtenir els pitjors resultats. També és el barri on ICV-EUiA-EPM va obtenir els pitjors resultats. Pubilla Cases és, per darrer del Gornal, on PxC obtingué els millors resultats, sent aquests dos barris els únics on la formació ultradretana arribà a superar el 10 % dels vots. A més, és un dels quatre barris on PxC va quedar en tercera posició. És, per darrere de les Planes, el barri amb el menor percentatge de vots en blanc.
|                                  | Partit dels Socialistes de Catalunya – Progrés Municipal (PSC-PM)                       | 3560 | 45,50 |
|                                  | Partit Popular (PP)                                                                     | 1512 | 19,32 |
|                                  | Plataforma per Catalunya (PxC)                                                          | 783  | 10,31 |
|                                  | Convergència i Unió (CiU)                                                               | 614  | 7,85  |
|                                  | Iniciativa per Catalunya Verds – Esquerra Unida i Alternativa (ICV-EUiA-EPM)            | 494  | 6,31  |
|                                  | Esquerra Republicana de Catalunya – Els Verds – Acord Municipal (ESQUERRA-ELS VERDS-AM) | 149  | 1,90  |
|                                  | Ciutadans - Partit de la Ciutadania (C's)                                               | 143  | 1,85  |
|                                  | Els Verds – Grup Verd Europeu (EV-GVE)                                                  | 124  | 1,58  |
|                                  | altres                                                                                  | 190  | 2,43  |
|                                  | en blanc                                                                                | 254  | 3,45  |
| Font: Ajuntament de l'Hospitalet |                                                                                         |      |       |

#### Can Serra
Dels 7893 electors cridats a les urnes només hi van participar 4153, és a dir, un 52,62 % del cens. Tot i això, va ser el tercer barri amb una major participació, per darrere de Bellvitge i el Centre. És, per darrer del Centre, el barri on ICV-EUiA-EPM va obtenir els millors resultats. També fou el barri on ESQUERRA-ELS VERDS-AM obtingué els pitjors resultats. És, per darrer de Sanfeliu, on C’s va obtenir els millors resultats.
|                                  | Partit dels Socialistes de Catalunya – Progrés Municipal (PSC-PM)                       | 1689 | 41,23 |
|                                  | Partit Popular (PP)                                                                     | 819  | 19,99 |
|                                  | Iniciativa per Catalunya Verds – Esquerra Unida i Alternativa (ICV-EUiA-EPM)            | 424  | 10,35 |
|                                  | Convergència i Unió (CiU)                                                               | 341  | 8,32  |
|                                  | Plataforma per Catalunya (PxC)                                                          | 328  | 8,01  |
|                                  | Ciutadans - Partit de la Ciutadania (C's)                                               | 125  | 3,05  |
|                                  | Esquerra Republicana de Catalunya – Els Verds – Acord Municipal (ESQUERRA-ELS VERDS-AM) | 51   | 1,24  |
|                                  | Els Verds – Grup Verd Europeu (EV-GVE)                                                  | 50   | 1,22  |
|                                  | Escons en Blanc – Ciutadans en Blanc (Eb-CenB)                                          | 143  | 1,47  |
|                                  | altres                                                                                  | 55   | 1,34  |
|                                  | en blanc                                                                                | 154  | 3,76  |
| Font: Ajuntament de l'Hospitalet |                                                                                         |      |       |

### Districte VI

#### El Gornal
Dels 5993 electors cridats a les urnes només hi van participar 2692, és a dir, un 44,92 % del cens. Va ser el barri amb la menor participació. És, per darrere del Centre, el barri on el PSC va obtenir els pitjors resultats, tot i ser la primera força. És, per darrer de Bellvitge i la Florida, el barri on el PP obtingué els millors resultats. És el barri on PxC va obtenir els millors resultats.
|                                  | Partit dels Socialistes de Catalunya – Progrés Municipal (PSC-PM)                       | 911 | 34,22 |
|                                  | Partit Popular (PP)                                                                     | 556 | 20,89 |
|                                  | Plataforma per Catalunya (PxC)                                                          | 321 | 12,06 |
|                                  | Convergència i Unió (CiU)                                                               | 275 | 10,33 |
|                                  | Iniciativa per Catalunya Verds – Esquerra Unida i Alternativa (ICV-EUiA-EPM)            | 260 | 9,77  |
|                                  | Ciutadans - Partit de la Ciutadania (C's)                                               | 60  | 2,25  |
|                                  | Esquerra Republicana de Catalunya – Els Verds – Acord Municipal (ESQUERRA-ELS VERDS-AM) | 50  | 1,88  |
|                                  | Els Verds – Grup Verd Europeu (EV-GVE)                                                  | 46  | 1,73  |
|                                  | Escons en Blanc – Ciutadans en Blanc (Eb-CenB)                                          | 29  | 1,09  |
|                                  | altres                                                                                  | 60  | 2,25  |
|                                  | en blanc                                                                                | 94  | 3,53  |
| Font: Ajuntament de l'Hospitalet |                                                                                         |     |       |

#### Bellvitge
Dels 18 690 electors cridats a les urnes només hi van participar 10 193, és a dir, un 54,54 % del cens. Tot i això, va ser el barri amb la major participació. Va ser el barri on el PP va obtenir els millors resultats. Bellvitge fou on CiU va obtenir els pitjors resultats. Va ser, per darrere del Centre i Can Serra, on ICV-EUiA-EPM va obtenir els millors resultats. Va ser, per darrere del Centre, on PxC va obtenir els pitjors resultats. Va ser, per darrere de Can Serra, on ESQUERRA-ELS VERDS-AM va obtenir els pitjors resultats. És, per darrere de Sanfeliu i Can Serra, el barri on C’s obtingué el millor resultat. Va ser el barri on la CUP-PA va obtenir el pitjor resultat, amb 19 vots i un 0,19 %.
|                                  | Partit dels Socialistes de Catalunya – Progrés Municipal (PSC-PM)                       | 4370 | 43,40 |
|                                  | Partit Popular (PP)                                                                     | 2195 | 21,80 |
|                                  | Iniciativa per Catalunya Verds – Esquerra Unida i Alternativa (ICV-EUiA-EPM)            | 1016 | 10,09 |
|                                  | Convergència i Unió (CiU)                                                               | 693  | 6,88  |
|                                  | Plataforma per Catalunya (PxC)                                                          | 611  | 6,07  |
|                                  | Ciutadans - Partit de la Ciutadania (C's)                                               | 267  | 2,65  |
|                                  | Els Verds – Grup Verd Europeu (EV-GVE)                                                  | 156  | 1,55  |
|                                  | Esquerra Republicana de Catalunya – Els Verds – Acord Municipal (ESQUERRA-ELS VERDS-AM) | 153  | 1,52  |
|                                  | altres                                                                                  | 60   | 2,25  |
|                                  | en blanc                                                                                | 249  | 2,47  |
| Font: Ajuntament de l'Hospitalet |                                                                                         |      |       |